# La truffa dei Logan
La truffa dei Logan (Logan Lucky) è un film del 2017 diretto da Steven Soderbergh.
La pellicola è una commedia con un cast corale che comprende Channing Tatum, Adam Driver, Seth MacFarlane, Riley Keough, Katie Holmes, Hilary Swank, Daniel Craig, Katherine Waterston e Sebastian Stan.

## Trama
Jimmy Logan viene licenziato dal suo lavoro di operaio presso la Charlotte Motor Speedway e nello stesso giorno scopre che la sua ex moglie Bobbie Jo si trasferirà a Lynchburg con il nuovo ricco marito Moody e la figlia Sadie, avuta con Jimmy, rendendo ancora più difficile per lui la possibilità di vedere la bambina. Inoltre, quella sera, Jimmy si reca al bar di suo fratello Clyde dove quest'ultimo, che ha perso un avambraccio sinistro combattendo in Iraq, viene preso in giro dall'arrogante proprietario di un team NASCAR, Max Chilblain, creatore di una bibita energetica famosa. Ciò causa una rissa tra Max (con la sua compagnia) e Jimmy, mentre Clyde incendia l'auto di Max come punizione per la sua arroganza.
Il giorno successivo, Jimmy racconta a Clyde che vuole vendicarsi del licenziamento rapinando lo Speedway, sfruttando la sua conoscenza del loro sistema di tubi pneumatici sotterranei per lo spostamento di denaro.
Clyde accetta di partecipare e i due reclutano anche la sorella Mellie, un rapinatore incarcerato di nome Joe Bang, e i suoi fratelli Sam e Fish. Poiché la rapina deve svolgersi entro poco tempo (prima della fine dei lavori a causa dei quali alcuni sensori di sicurezza sono disattivati) e a Joe mancano ancora alcuni mesi di carcere da scontare, il gruppo ha intenzione di farlo evadere e poi riportarlo in prigione dopo la rapina, prima che qualcuno se ne accorga. Clyde, quindi, finisce intenzionalmente in prigione facendo schiantare la sua auto contro un negozio.
Con l'aiuto involontario di una donna che lavora al caveau, Mellie, Sam e Fish infestano il sistema di tubi dello Speedway con scarafaggi dipinti, determinando quali tubi vadano al caveau grazie alle tracce di vernice. Nel frattempo Jimmy si procura del materiale per la rapina e incontra una sua vecchia conoscenza del liceo, Sylvia, che adesso lavora in una clinica ambulante gestita da volontari e si offre di somministrargli una vaccinazione antitetanica. Jimmy scopre casualmente dal suo vecchio capo che i lavori di costruzione sono stati completati in anticipo, il che li costringe ad anticipare la rapina di una settimana, durante la corsa più impegnativa della Coca-Cola 600, nel weekend del Memorial Day.
Il giorno della rapina, Joe finge un'intossicazione alimentare, mentre i detenuti inscenano una rivolta all'interno del carcere e nella confusione lui e Clyde fuggono grazie a un passaggio segreto dietro l'infermeria, nascondendosi sotto un camioncino adibito alle consegne. Una volta fuori dal carcere, incontrano Mellie che ha momentaneamente rubato la Ford Shelby GT350 di Moody e i 3 si recano allo Speedway dove si ricongiungono con gli altri membri della banda.
Per prima cosa Sam e Fish fanno esplodere un generatore nella zona per disattivare i POS per pagamenti con carte di credito, costringendo i venditori ad accettare solo contanti, mentre Jimmy, Clyde e Joe entrano nella stanza dei tubi: qui Joe usa un esplosivo improvvisato con candeggina, confetti gommosi e un sostituto del sale alimentare senza sodio per simulare un incendio e interrompere il flusso di tubi al caveau.
Una volta dentro, collegano il tubo a una gigantesca pompa, spostando tutti i soldi in grandi sacchi per la spazzatura. Le guardie di sicurezza indagano sull'origine del fumo, ma vengono distratte da Earl, un amico di Jimmy e Clyde. Jimmy inverte accidentalmente la direzione della pompa, risucchiando il braccio protesico di Clyde nella macchina ma Sam e Fish riescono a portare i sacchi all'esterno e li caricano nel camion di Jimmy.
Mentre escono, Clyde e Joe incontrano il pilota Dayton White e il suo sponsor Chilblain che stanno litigando, perché il primo attribuisce la causa del suo incidente a un problema di zucchero dovuto alla bevanda energetica del secondo che era stato costretto a bere; Chilblain riconosce Clyde, che è costretto a colpirlo e stordirlo. Clyde e Joe tornano in seguito di nascosto in prigione travestiti da vigili del fuoco, chiamati dalle guardie perché i detenuti, barricatisi nella sala mensa, hanno incendiato un piccolo cestino e azionato l'allarme anti-incendio secondo il piano.
Contemporaneamente, con il camion contenente il denaro, Jimmy arriva al concorso di sua figlia Sadie giusto in tempo per vederla cantare la sua canzone preferita, Take Me Home, Country Roads; dopodiché abbandona apparentemente il denaro e informa in modo anonimo la polizia affinché possano recuperarlo.
Il giorno dopo, gli agenti dell'FBI Sarah Grayson e Brad Noonan indagano sulla rapina; in particolare la prima sospetta di Jimmy, Clyde e Joe ma non ha prove contro i loro alibi: Dayton White confuta l'unica testimonianza oculare, quella di Chilblain, negando che i due si trovassero nel tunnel di servizio, il direttore della prigione si rifiuta di denunciare la rivolta, negando che Clyde e Joe possano aver lasciato il carcere il giorno della rapina, mentre Jimmy, non avendo un cellulare, risulta essere stato al concerto della figlia. Nonostante l'agente Grayson non sia favorevole, la stessa Charlotte Motor Speedway vuole oscurare la faccenda, in quanto i soldi sono stati ritrovati e l'assicurazione ha risarcito una certa parte non specificata di denaro che non è stata ritrovata; di conseguenza il caso viene chiuso dopo sei mesi.
Mellie riprende a lavorare al salone di bellezza e Clyde, quando esce di prigione, torna al suo bar e per qualche tempo non ha notizie del fratello. Qualche mese dopo Joe, scontata la sua pena, lascia la prigione e torna nella sua vecchia casa, dove trova un sacco di soldi sepolto nel suo cortile. Sylvia riceve una donazione anonima per la sua clinica, così come ricevono una busta piena di soldi sia il detenuto che ha orchestrato la rivolta, quando viene rilasciato, che la donna che lavorava nel caveau. 
Si scopre quindi che, durante la rapina, Jimmy aveva riempito con la complicità di Clyde e Mellie altri sacchi di denaro all'insaputa di Joe e i suoi fratelli: mentre alcuni sacchi erano stati messi sul furgone per far credere alle autorità di aver restituito il malloppo, altri erano stati mandati alla discarica con l'aiuto di Earl, per essere recuperati successivamente.
Dopo aver comprato una protesi bionica al fratello e una casa vicino alla nuova residenza della figlia e dell'ex moglie, Jimmy si riunisce con il resto della banda al bar di Clyde, dove tutti brindano alla vittoria. Jimmy viene raggiunto da Sylvia, che si conferma essere una sua vecchia fiamma, Joe sembra far amicizia con Mellie, mentre Clyde viene avvicinato da una donna - che si rivela essere l'agente Grayson - che afferma di essere nuova nella zona e di voler restare per un po'.

## Promozione
Il 29 maggio 2017 è stato diffuso online il primo trailer del film.

## Distribuzione
Il film è stato distribuito nelle sale cinematografiche statunitensi il 18 agosto 2017. In Italia è stato distribuito dal 31 maggio 2018.

## Riconoscimenti
- 2017 - National Board of Review Awards[4]
  - Migliori dieci film indipendenti